# 1-я Омская школа прапорщиков
1-я Омская школа подготовки прапорщиков пехоты — военно-учебное заведение для подготовки пополнения офицерского состава Русской императорской армии.

## История
В связи с нехваткой офицерских кадров в годы Первой Мировой Войны была открыто несколько десятков (на 01.01.1917 — 38 шт.) временных военных учебных заведений — школ подготовки прапорщиков пехоты.
Основанием для открытия школ служил Приказ по военному ведомству № 647 от 30 сентября 1914 года утвердивший Положение об ускоренной подготовке офицеров в военное время в школах при запасных пехотных бригадах.
Документ, в частности, гласил:
«некоторых запасных пехотных бригадах открываются школы, подготовляющие молодых людей в офицеры в трехмесячный срок», а «непосредственное же начальствование каждой школой, на правах начальника школы, по возможности, возлагается на начальника запасной пехотной бригады, при которой школа открытаРоссийский государственный военно-исторических архив (РГВИА). Ф. 2003. Оп. 2. Д. 472. Л. 144 об 
Школы подготовки прапорщиков были открыты во всех военных округах Российской Империи за исключением находящихся на территории боевых действий Виленского и Варшавского округов, а также находящегося на удалении от действующей армии Приамурского военного округа.  Задачей этих учебных заведений было обеспечение в кратчайшие сроки воюющей армии военнослужащими, имеющими первый обер-офицерский чин — прапорщика. Выпускники подобных учебных заведений в полной мере не пользовались правами кадрового офицерства: были лишены возможности производства в штаб-офицерский чин, а по окончании войны подлежали увольнению в запас.  Срочность, с которой создавались подобные школы, создавала определённые проблемы: нехватка опытного преподавательского состава, отсутствие соответствующей жилой инфраструктуры, где бы могли расположиться школы, необходимого учебного инвентаря 
Омская школа подготовки прапорщиков пехоты была основана 12 ноября 1915 года в соответствии с Приказом по военному ведомству № 571 от 25 октября 1915 г. Для размещения школы было выбрано здание 1-й мужской гимназии, в связи с чем занятия в мужской гимназии стали проходить во вторую смену в помещении 1-й женской гимназии.
Штат школы составлял 400 человек, распределенных по 2 ротам по четыре взвода каждая.
В связи с открытием в Омске 27 февраля 1916 г. 2-й Омской школы подготовки прапорщиков пехоты Омская школа подготовки прапорщиков пехоты была переименована в 1-ю Омскую школу подготовки прапорщиков пехоты.
В октябре 1917 года, подготовив шестой, последний, выпуск прапорщиков школа была расформирована по приказу временного командующего Омского военного округа прапорщика П. Н. Половникова.

## Система обучения
Срок обучения составлял три месяца. Учебная неделя была шестидневной.
Длительность дневного обучения составляла 8 уроков, включающих 3 классных и 5 строевых занятий. В классах преподавались такие предметы как: артиллерия, тактика, служба связи, фортификация, пулемётное и стрелковое дело, устав дисциплинарный; устав внутренней службы; устав гарнизонной службы; законоведение; гигиена.
К «строевым» относились: окопное дело (фортификация); строевое обучение; стрельба из револьверов; стрельба из ружей; машинные приёмы, рубка и удар штыком; полевая служба; съёмка; служба связи.
Заканчивалось обучение общей оценкой знаний учащихся, которую давала комиссия под руководством начальника школы.

## Преподавательский состав школы
Преподавание в школах осуществлялось офицерами. Как правило, в штат зачислялось по 20-30 офицеров-преподавателей и несколько военных чиновников. На одного курсового офицера приходилось не более 50 юнкеров. Зачастую в ходе войны школы были вынуждены отдавать своих офицеров-преподавателей в действующую армию, а взамен они получали уже негодных к строевой службе офицеров, списанных с фронта. Весь состав школ подразделялся на постоянный (командно-преподавательский) и переменный состав. К первой категории военнослужащих относились: ротные командиры (капитаны, подполковники), взводные командиры — курсовые офицеры (обер-офицеры), а также помощники взводных командиров (обер-офицеры). К переменному составу относились юнкера, объединенные в батальоны, роты и взводы. Ротные командиры имели права командиров неотдельных батальонов, а взводные курсовые командиры — права ротного командира.

## Выпуски
За время существования школа произвела шесть выпусков: 1-й — 10.02.1916 — 363 человек; 2-й — 10.05.1916 — 378 человек; 3-й — 10.09.1916 — 362 человека; 4-й — 17.01.1917 — 388 человек; 5-й — 07.06.1917 — 370 человек; 6-й — 16.10.1917 — количество выпускников неизвестно. 
Прапорщики первого выпуска получали распределение в части Омского военного округа: 19,20,26,27,28,33,34,35,36,37 Сибирские запасные стрелковые батальоны, а также в 4-ю Сибирскую запасную стрелковую бригаду. К третьему выпуску помимо Омского распределение шло среди частей Иркутского военного округа. В распределение четвертого выпуска прапорщиков добавились Одесский и Московский военный округа, причем на последний пришлось наибольшее количество вакансий
К пятому выпуску на распределение вакансий добавились Петроградский и Казанский военный округа.

## Начальники
- Ромашев, Андрей Васильевич, генерал-лейтенант, (командующий 3-й Сибирской стрелковой запасной бригадой). 12.11.1915 — 03.07.1916 гг. [13]
- Вишняков Петр Евгеньевич, подполковник (с 03.07.1916)[14]
- Ушаков Александр Павлович, подполковник (на 14.06.1917)[15]